# MAN (KANの曲)
「MAN」（マン）は1996年5月27日に発売されたKAN20作目のシングル。
アルバム『MAN』と同日発売。 マーキュリー・ミュージックエンタテインメント移籍第一弾。

## 収録曲
全曲　作詞・作曲：KAN
1. MAN
  - 編曲：KAN・小林信吾
2. 続ライバル
  - 編曲・演奏：ヤン嶋田とニューブリーフ
3. MAN （without vocal）